# سان بيير
سانت بيير؛ هي ثالث أكبر بلدية في إقليم ما وراء البحار الفرنسي ريونيون. تقع على الجانب الجنوبي الغربي من الجزيرة، وهي عاصمة الأراضي الفرنسية الجنوبية والقطبية. تطورت من ميناء تم بناؤه بين عامي 1854 و1882، والذي كان يُستخدم للتجارة بين آسيا وأوروبا. اليوم، تحتوي على 400 موقع للصيد والقوارب الترفيهية، بينما انتقل معظم حركة التجارة التجارية شمالًا إلى لو بورت ‏.

## الجغرافيا
تقع مدينة سانت بيير في بداية الطريق الرئيسي الوحيد N3 عبر الجزيرة. ومن هنا، يؤدي الطريق إلى لِه تمبون، ولام بليان دي كافري، وبورغ مورات. من تلك المنطقة، هناك وصول سهل نسبيًا إلى بيتون دو لا فورنيز ونقطة انطلاق للعديد من الرحلات.

### المناخ
تتمتع مدينة سانت بيير بمناخ شبه جاف حار (تصنيف مناخ كوبن BSh)، بينما يتسم مناخ منطقتي Ligne Paradis وRavine des Cabris المناخي بالسهول الاستوائية (تصنيف مناخ كوبن Aw) في الجنوب الشرقي من المنطقة. متوسط درجة الحرارة السنوية في سانت بيير (وسط المدينة) هو 24.1 °م (75.4 °ف). يبلغ متوسط هطول الأمطار السنوي 672.1 مـم (26.46 بوصة) مع شهر فبراير كأكثر الشهور هطولاً للأمطار. تتراوح درجات الحرارة القصوى في المتوسط في يناير حوالي 27.3 °م (81.1 °ف)، وأدناها في يوليو حوالي 20.9 °م (69.6 °ف). أعلى درجة حرارة تم تسجيلها في سانت بيير (وسط المدينة) كانت 35.7 °م (96.3 °ف) في 20 فبراير 2007 ؛ وأدنى درجة حرارة تم تسجيلها كانت 12.6 °م (54.7 °ف) في 15 سبتمبر 2020.
| البيانات المناخية لـSaint-Pierre (downtown, altitude 61m, 1991–2020 normals, extremes 1997−present) | البيانات المناخية لـSaint-Pierre (downtown, altitude 61m, 1991–2020 normals, extremes 1997−present) | البيانات المناخية لـSaint-Pierre (downtown, altitude 61m, 1991–2020 normals, extremes 1997−present) | البيانات المناخية لـSaint-Pierre (downtown, altitude 61m, 1991–2020 normals, extremes 1997−present) | البيانات المناخية لـSaint-Pierre (downtown, altitude 61m, 1991–2020 normals, extremes 1997−present) | البيانات المناخية لـSaint-Pierre (downtown, altitude 61m, 1991–2020 normals, extremes 1997−present) | البيانات المناخية لـSaint-Pierre (downtown, altitude 61m, 1991–2020 normals, extremes 1997−present) | البيانات المناخية لـSaint-Pierre (downtown, altitude 61m, 1991–2020 normals, extremes 1997−present) | البيانات المناخية لـSaint-Pierre (downtown, altitude 61m, 1991–2020 normals, extremes 1997−present) | البيانات المناخية لـSaint-Pierre (downtown, altitude 61m, 1991–2020 normals, extremes 1997−present) | البيانات المناخية لـSaint-Pierre (downtown, altitude 61m, 1991–2020 normals, extremes 1997−present) | البيانات المناخية لـSaint-Pierre (downtown, altitude 61m, 1991–2020 normals, extremes 1997−present) | البيانات المناخية لـSaint-Pierre (downtown, altitude 61m, 1991–2020 normals, extremes 1997−present) | البيانات المناخية لـSaint-Pierre (downtown, altitude 61m, 1991–2020 normals, extremes 1997−present) |
| الشهر                                                                                               | يناير                                                                                               | فبراير                                                                                              | مارس                                                                                                | أبريل                                                                                               | مايو                                                                                                | يونيو                                                                                               | يوليو                                                                                               | أغسطس                                                                                               | سبتمبر                                                                                              | أكتوبر                                                                                              | نوفمبر                                                                                              | ديسمبر                                                                                              | المعدل السنوي                                                                                       |
| --------------------------------------------------------------------------------------------------- | --------------------------------------------------------------------------------------------------- | --------------------------------------------------------------------------------------------------- | --------------------------------------------------------------------------------------------------- | --------------------------------------------------------------------------------------------------- | --------------------------------------------------------------------------------------------------- | --------------------------------------------------------------------------------------------------- | --------------------------------------------------------------------------------------------------- | --------------------------------------------------------------------------------------------------- | --------------------------------------------------------------------------------------------------- | --------------------------------------------------------------------------------------------------- | --------------------------------------------------------------------------------------------------- | --------------------------------------------------------------------------------------------------- | --------------------------------------------------------------------------------------------------- |
| الدرجة القصوى °م (°ف)                                                                               | 35.6 (96.1)                                                                                         | 35.7 (96.3)                                                                                         | 34.5 (94.1)                                                                                         | 33.2 (91.8)                                                                                         | 32.0 (89.6)                                                                                         | 30.5 (86.9)                                                                                         | 31.5 (88.7)                                                                                         | 29.4 (84.9)                                                                                         | 30.7 (87.3)                                                                                         | 31.7 (89.1)                                                                                         | 32.8 (91.0)                                                                                         | 34.9 (94.8)                                                                                         | 35.7 (96.3)                                                                                         |
| متوسط درجة الحرارة الكبرى °م (°ف)                                                                   | 31.6 (88.9)                                                                                         | 31.6 (88.9)                                                                                         | 31.1 (88.0)                                                                                         | 29.9 (85.8)                                                                                         | 28.2 (82.8)                                                                                         | 26.5 (79.7)                                                                                         | 25.6 (78.1)                                                                                         | 26.0 (78.8)                                                                                         | 26.8 (80.2)                                                                                         | 28.0 (82.4)                                                                                         | 29.5 (85.1)                                                                                         | 30.9 (87.6)                                                                                         | 28.8 (83.8)                                                                                         |
| المتوسط اليومي °م (°ف)                                                                              | 27.1 (80.8)                                                                                         | 27.1 (80.8)                                                                                         | 26.5 (79.7)                                                                                         | 25.3 (77.5)                                                                                         | 23.6 (74.5)                                                                                         | 21.8 (71.2)                                                                                         | 20.9 (69.6)                                                                                         | 21.0 (69.8)                                                                                         | 21.7 (71.1)                                                                                         | 23.0 (73.4)                                                                                         | 24.5 (76.1)                                                                                         | 26.1 (79.0)                                                                                         | 24.1 (75.4)                                                                                         |
| متوسط درجة الحرارة الصغرى °م (°ف)                                                                   | 22.5 (72.5)                                                                                         | 22.6 (72.7)                                                                                         | 21.9 (71.4)                                                                                         | 20.7 (69.3)                                                                                         | 19.0 (66.2)                                                                                         | 17.1 (62.8)                                                                                         | 16.2 (61.2)                                                                                         | 16.0 (60.8)                                                                                         | 16.6 (61.9)                                                                                         | 18.0 (64.4)                                                                                         | 19.6 (67.3)                                                                                         | 21.3 (70.3)                                                                                         | 19.3 (66.7)                                                                                         |
| أدنى درجة حرارة °م (°ف)                                                                             | 18.4 (65.1)                                                                                         | 17.6 (63.7)                                                                                         | 17.8 (64.0)                                                                                         | 16.6 (61.9)                                                                                         | 14.7 (58.5)                                                                                         | 13.4 (56.1)                                                                                         | 13.1 (55.6)                                                                                         | 12.9 (55.2)                                                                                         | 12.6 (54.7)                                                                                         | 14.5 (58.1)                                                                                         | 15.7 (60.3)                                                                                         | 17.1 (62.8)                                                                                         | 12.6 (54.7)                                                                                         |
| الهطول مم (إنش)                                                                                     | 108.7 (4.28)                                                                                        | 116.1 (4.57)                                                                                        | 97.2 (3.83)                                                                                         | 74.8 (2.94)                                                                                         | 47.7 (1.88)                                                                                         | 49.5 (1.95)                                                                                         | 53.4 (2.10)                                                                                         | 25.6 (1.01)                                                                                         | 20.5 (0.81)                                                                                         | 17.3 (0.68)                                                                                         | 30.9 (1.22)                                                                                         | 53.0 (2.09)                                                                                         | 694.7 (27.35)                                                                                       |
| متوسط أيام هطول الأمطار (≥ 1.0 mm)                                                                  | 7.1                                                                                                 | 8.3                                                                                                 | 8.0                                                                                                 | 6.7                                                                                                 | 5.5                                                                                                 | 6.2                                                                                                 | 6.1                                                                                                 | 3.7                                                                                                 | 2.8                                                                                                 | 2.5                                                                                                 | 2.6                                                                                                 | 4.4                                                                                                 | 63.9                                                                                                |
| المصدر: Météo France                                                                                | | | | | | | | | | | | | |

| البيانات المناخية لـSaint-Pierre (Pierrefonds Airport, altitude 21m, 1991–2020 normals, extremes 1999–present) | البيانات المناخية لـSaint-Pierre (Pierrefonds Airport, altitude 21m, 1991–2020 normals, extremes 1999–present) | البيانات المناخية لـSaint-Pierre (Pierrefonds Airport, altitude 21m, 1991–2020 normals, extremes 1999–present) | البيانات المناخية لـSaint-Pierre (Pierrefonds Airport, altitude 21m, 1991–2020 normals, extremes 1999–present) | البيانات المناخية لـSaint-Pierre (Pierrefonds Airport, altitude 21m, 1991–2020 normals, extremes 1999–present) | البيانات المناخية لـSaint-Pierre (Pierrefonds Airport, altitude 21m, 1991–2020 normals, extremes 1999–present) | البيانات المناخية لـSaint-Pierre (Pierrefonds Airport, altitude 21m, 1991–2020 normals, extremes 1999–present) | البيانات المناخية لـSaint-Pierre (Pierrefonds Airport, altitude 21m, 1991–2020 normals, extremes 1999–present) | البيانات المناخية لـSaint-Pierre (Pierrefonds Airport, altitude 21m, 1991–2020 normals, extremes 1999–present) | البيانات المناخية لـSaint-Pierre (Pierrefonds Airport, altitude 21m, 1991–2020 normals, extremes 1999–present) | البيانات المناخية لـSaint-Pierre (Pierrefonds Airport, altitude 21m, 1991–2020 normals, extremes 1999–present) | البيانات المناخية لـSaint-Pierre (Pierrefonds Airport, altitude 21m, 1991–2020 normals, extremes 1999–present) | البيانات المناخية لـSaint-Pierre (Pierrefonds Airport, altitude 21m, 1991–2020 normals, extremes 1999–present) | البيانات المناخية لـSaint-Pierre (Pierrefonds Airport, altitude 21m, 1991–2020 normals, extremes 1999–present) |
| الشهر | يناير | فبراير | مارس | أبريل | مايو | يونيو | يوليو | أغسطس | سبتمبر | أكتوبر | نوفمبر | ديسمبر | المعدل السنوي                                                                                                  |
| --- | --- | --- | --- | --- | --- | --- | --- | --- | --- | --- | --- | --- | --- |
| الدرجة القصوى °م (°ف)                                                                                          | 35.8 (96.4) | 35.1 (95.2) | 34.8 (94.6) | 33.1 (91.6) | 32.0 (89.6) | 29.9 (85.8) | 30.5 (86.9) | 28.6 (83.5) | 28.6 (83.5) | 30.6 (87.1) | 32.1 (89.8) | 33.8 (92.8) | 35.8 (96.4) |
| متوسط درجة الحرارة الكبرى °م (°ف)                                                                              | 31.3 (88.3) | 31.1 (88.0) | 30.7 (87.3) | 29.6 (85.3) | 27.9 (82.2) | 26.3 (79.3) | 25.3 (77.5) | 25.6 (78.1) | 26.3 (79.3) | 27.7 (81.9) | 29.0 (84.2) | 30.5 (86.9) | 28.4 (83.1) |
| المتوسط اليومي °م (°ف)                                                                                         | 27.5 (81.5) | 27.5 (81.5) | 27.0 (80.6) | 25.9 (78.6) | 24.2 (75.6) | 22.5 (72.5) | 21.5 (70.7) | 21.6 (70.9) | 22.3 (72.1) | 23.6 (74.5) | 25.0 (77.0) | 26.7 (80.1) | 24.6 (76.3) |
| متوسط درجة الحرارة الصغرى °م (°ف)                                                                              | 23.8 (74.8) | 23.8 (74.8) | 23.3 (73.9) | 22.1 (71.8) | 20.5 (68.9) | 18.7 (65.7) | 17.7 (63.9) | 17.6 (63.7) | 18.2 (64.8) | 19.5 (67.1) | 21.0 (69.8) | 22.8 (73.0) | 20.8 (69.4) |
| أدنى درجة حرارة °م (°ف)                                                                                        | 20.4 (68.7) | 20.1 (68.2) | 20.2 (68.4) | 18.7 (65.7) | 15.7 (60.3) | 14.6 (58.3) | 14.2 (57.6) | 13.8 (56.8) | 14.7 (58.5) | 15.1 (59.2) | 16.5 (61.7) | 18.8 (65.8) | 13.8 (56.8) |
| الهطول مم (إنش)                                                                                                | 100.5 (3.96)                                                                                                   | 110.3 (4.34)                                                                                                   | 95.9 (3.78) | 72.9 (2.87) | 44.2 (1.74) | 49.8 (1.96) | 50.2 (1.98) | 27.6 (1.09) | 19.5 (0.77) | 17.8 (0.70) | 28.8 (1.13) | 45.9 (1.81) | 663.4 (26.12)                                                                                                  |
| متوسط أيام هطول الأمطار (≥ 1.0 mm)                                                                             | 6.7 | 7.8 | 7.4 | 6.6 | 5.2 | 6.2 | 6.3 | 3.7 | 2.7 | 2.5 | 2.2 | 4.1 | 61.4 |
| المصدر: Météo France                                                                                           | | | | | | | | | | | | | |

| البيانات المناخية لـSaint-Pierre (Ligne Paradis, altitude 156m, 1991–2020 normals, extremes 1966–present) | البيانات المناخية لـSaint-Pierre (Ligne Paradis, altitude 156m, 1991–2020 normals, extremes 1966–present) | البيانات المناخية لـSaint-Pierre (Ligne Paradis, altitude 156m, 1991–2020 normals, extremes 1966–present) | البيانات المناخية لـSaint-Pierre (Ligne Paradis, altitude 156m, 1991–2020 normals, extremes 1966–present) | البيانات المناخية لـSaint-Pierre (Ligne Paradis, altitude 156m, 1991–2020 normals, extremes 1966–present) | البيانات المناخية لـSaint-Pierre (Ligne Paradis, altitude 156m, 1991–2020 normals, extremes 1966–present) | البيانات المناخية لـSaint-Pierre (Ligne Paradis, altitude 156m, 1991–2020 normals, extremes 1966–present) | البيانات المناخية لـSaint-Pierre (Ligne Paradis, altitude 156m, 1991–2020 normals, extremes 1966–present) | البيانات المناخية لـSaint-Pierre (Ligne Paradis, altitude 156m, 1991–2020 normals, extremes 1966–present) | البيانات المناخية لـSaint-Pierre (Ligne Paradis, altitude 156m, 1991–2020 normals, extremes 1966–present) | البيانات المناخية لـSaint-Pierre (Ligne Paradis, altitude 156m, 1991–2020 normals, extremes 1966–present) | البيانات المناخية لـSaint-Pierre (Ligne Paradis, altitude 156m, 1991–2020 normals, extremes 1966–present) | البيانات المناخية لـSaint-Pierre (Ligne Paradis, altitude 156m, 1991–2020 normals, extremes 1966–present) | البيانات المناخية لـSaint-Pierre (Ligne Paradis, altitude 156m, 1991–2020 normals, extremes 1966–present) |
| الشهر | يناير | فبراير | مارس | أبريل | مايو | يونيو | يوليو | أغسطس | سبتمبر | أكتوبر | نوفمبر | ديسمبر | المعدل السنوي                                                                                             |
| --- | --- | --- | --- | --- | --- | --- | --- | --- | --- | --- | --- | --- | --- |
| الدرجة القصوى °م (°ف)                                                                                     | 34.7 (94.5)                                                                                               | 35.3 (95.5)                                                                                               | 34.5 (94.1)                                                                                               | 33.1 (91.6)                                                                                               | 31.9 (89.4)                                                                                               | 31.0 (87.8)                                                                                               | 31.3 (88.3)                                                                                               | 29.3 (84.7)                                                                                               | 30.6 (87.1)                                                                                               | 31.9 (89.4)                                                                                               | 33.2 (91.8)                                                                                               | 35.0 (95.0)                                                                                               | 35.3 (95.5)                                                                                               |
| متوسط درجة الحرارة الكبرى °م (°ف)                                                                         | 31.0 (87.8)                                                                                               | 30.8 (87.4)                                                                                               | 30.3 (86.5)                                                                                               | 29.2 (84.6)                                                                                               | 27.5 (81.5)                                                                                               | 25.7 (78.3)                                                                                               | 24.8 (76.6)                                                                                               | 25.2 (77.4)                                                                                               | 26.2 (79.2)                                                                                               | 27.5 (81.5)                                                                                               | 28.8 (83.8)                                                                                               | 30.2 (86.4)                                                                                               | 28.1 (82.6)                                                                                               |
| المتوسط اليومي °م (°ف)                                                                                    | 26.6 (79.9)                                                                                               | 26.5 (79.7)                                                                                               | 25.9 (78.6)                                                                                               | 24.8 (76.6)                                                                                               | 23.1 (73.6)                                                                                               | 21.3 (70.3)                                                                                               | 20.4 (68.7)                                                                                               | 20.6 (69.1)                                                                                               | 21.4 (70.5)                                                                                               | 22.6 (72.7)                                                                                               | 24.0 (75.2)                                                                                               | 25.6 (78.1)                                                                                               | 23.6 (74.5)                                                                                               |
| متوسط درجة الحرارة الصغرى °م (°ف)                                                                         | 22.1 (71.8)                                                                                               | 22.2 (72.0)                                                                                               | 21.6 (70.9)                                                                                               | 20.5 (68.9)                                                                                               | 18.7 (65.7)                                                                                               | 17.0 (62.6)                                                                                               | 16.0 (60.8)                                                                                               | 15.9 (60.6)                                                                                               | 16.5 (61.7)                                                                                               | 17.8 (64.0)                                                                                               | 19.3 (66.7)                                                                                               | 21.0 (69.8)                                                                                               | 19.1 (66.4)                                                                                               |
| أدنى درجة حرارة °م (°ف)                                                                                   | 17.1 (62.8)                                                                                               | 18.0 (64.4)                                                                                               | 17.3 (63.1)                                                                                               | 15.5 (59.9)                                                                                               | 14.9 (58.8)                                                                                               | 13.4 (56.1)                                                                                               | 12.0 (53.6)                                                                                               | 12.2 (54.0)                                                                                               | 12.1 (53.8)                                                                                               | 13.0 (55.4)                                                                                               | 15.0 (59.0)                                                                                               | 15.5 (59.9)                                                                                               | 12.0 (53.6)                                                                                               |
| الهطول مم (إنش)                                                                                           | 146.4 (5.76)                                                                                              | 144.7 (5.70)                                                                                              | 127.5 (5.02)                                                                                              | 101.2 (3.98)                                                                                              | 72.2 (2.84)                                                                                               | 66.5 (2.62)                                                                                               | 81.8 (3.22)                                                                                               | 41.1 (1.62)                                                                                               | 32.3 (1.27)                                                                                               | 28.8 (1.13)                                                                                               | 41.7 (1.64)                                                                                               | 71.4 (2.81)                                                                                               | 955.6 (37.62)                                                                                             |
| متوسط أيام هطول الأمطار (≥ 1.0 mm)                                                                        | 8.3 | 9.3 | 8.7 | 7.7 | 6.6 | 7.4 | 7.7 | 4.7 | 3.6 | 3.0 | 2.9 | 5.2 | 75.1 |
| ساعات سطوع الشمس الشهرية                                                                                  | 240.8 | 199.0 | 219.6 | 208.3 | 220.8 | 213.9 | 235.5 | 241.9 | 229.2 | 240.9 | 255.2 | 232.4 | 2٬737٫3                                                                                                   |
| المصدر #1: Météo France                                                                                   | | | | | | | | | | | | | |
| المصدر #2: Meteociel.fr (sunshine 1981-2010)                                                              | | | | | | | | | | | | | |

| البيانات المناخية لـSaint-Pierre (Ravine des Cabris, altitude 310m, 1991–2020 normals, extremes 1997–present) | البيانات المناخية لـSaint-Pierre (Ravine des Cabris, altitude 310m, 1991–2020 normals, extremes 1997–present) | البيانات المناخية لـSaint-Pierre (Ravine des Cabris, altitude 310m, 1991–2020 normals, extremes 1997–present) | البيانات المناخية لـSaint-Pierre (Ravine des Cabris, altitude 310m, 1991–2020 normals, extremes 1997–present) | البيانات المناخية لـSaint-Pierre (Ravine des Cabris, altitude 310m, 1991–2020 normals, extremes 1997–present) | البيانات المناخية لـSaint-Pierre (Ravine des Cabris, altitude 310m, 1991–2020 normals, extremes 1997–present) | البيانات المناخية لـSaint-Pierre (Ravine des Cabris, altitude 310m, 1991–2020 normals, extremes 1997–present) | البيانات المناخية لـSaint-Pierre (Ravine des Cabris, altitude 310m, 1991–2020 normals, extremes 1997–present) | البيانات المناخية لـSaint-Pierre (Ravine des Cabris, altitude 310m, 1991–2020 normals, extremes 1997–present) | البيانات المناخية لـSaint-Pierre (Ravine des Cabris, altitude 310m, 1991–2020 normals, extremes 1997–present) | البيانات المناخية لـSaint-Pierre (Ravine des Cabris, altitude 310m, 1991–2020 normals, extremes 1997–present) | البيانات المناخية لـSaint-Pierre (Ravine des Cabris, altitude 310m, 1991–2020 normals, extremes 1997–present) | البيانات المناخية لـSaint-Pierre (Ravine des Cabris, altitude 310m, 1991–2020 normals, extremes 1997–present) | البيانات المناخية لـSaint-Pierre (Ravine des Cabris, altitude 310m, 1991–2020 normals, extremes 1997–present) |
| الشهر | يناير | فبراير | مارس | أبريل | مايو | يونيو | يوليو | أغسطس | سبتمبر | أكتوبر | نوفمبر | ديسمبر | المعدل السنوي                                                                                                 |
| --- | --- | --- | --- | --- | --- | --- | --- | --- | --- | --- | --- | --- | --- |
| الدرجة القصوى °م (°ف)                                                                                         | 34.1 (93.4)                                                                                                   | 34.2 (93.6)                                                                                                   | 34.3 (93.7)                                                                                                   | 33.7 (92.7)                                                                                                   | 31.0 (87.8)                                                                                                   | 29.8 (85.6)                                                                                                   | 29.2 (84.6)                                                                                                   | 28.6 (83.5)                                                                                                   | 29.7 (85.5)                                                                                                   | 30.5 (86.9)                                                                                                   | 33.2 (91.8)                                                                                                   | 32.8 (91.0)                                                                                                   | 34.3 (93.7)                                                                                                   |
| متوسط درجة الحرارة الكبرى °م (°ف)                                                                             | 29.9 (85.8)                                                                                                   | 30.1 (86.2)                                                                                                   | 29.8 (85.6)                                                                                                   | 28.8 (83.8)                                                                                                   | 27.0 (80.6)                                                                                                   | 25.3 (77.5)                                                                                                   | 24.5 (76.1)                                                                                                   | 24.9 (76.8)                                                                                                   | 25.4 (77.7)                                                                                                   | 26.4 (79.5)                                                                                                   | 27.7 (81.9)                                                                                                   | 29.0 (84.2)                                                                                                   | 27.4 (81.3)                                                                                                   |
| المتوسط اليومي °م (°ف)                                                                                        | 25.2 (77.4)                                                                                                   | 25.4 (77.7)                                                                                                   | 24.9 (76.8)                                                                                                   | 23.8 (74.8)                                                                                                   | 22.0 (71.6)                                                                                                   | 20.1 (68.2)                                                                                                   | 19.2 (66.6)                                                                                                   | 19.5 (67.1)                                                                                                   | 20.0 (68.0)                                                                                                   | 21.2 (70.2)                                                                                                   | 22.6 (72.7)                                                                                                   | 24.2 (75.6)                                                                                                   | 22.3 (72.1)                                                                                                   |
| متوسط درجة الحرارة الصغرى °م (°ف)                                                                             | 20.6 (69.1)                                                                                                   | 20.7 (69.3)                                                                                                   | 20.0 (68.0)                                                                                                   | 18.7 (65.7)                                                                                                   | 16.9 (62.4)                                                                                                   | 15.0 (59.0)                                                                                                   | 14.0 (57.2)                                                                                                   | 14.0 (57.2)                                                                                                   | 14.6 (58.3)                                                                                                   | 15.9 (60.6)                                                                                                   | 17.5 (63.5)                                                                                                   | 19.3 (66.7)                                                                                                   | 17.3 (63.1)                                                                                                   |
| أدنى درجة حرارة °م (°ف)                                                                                       | 16.2 (61.2)                                                                                                   | 16.3 (61.3)                                                                                                   | 16.0 (60.8)                                                                                                   | 14.1 (57.4)                                                                                                   | 12.7 (54.9)                                                                                                   | 11.1 (52.0)                                                                                                   | 9.2 (48.6) | 10.1 (50.2)                                                                                                   | 10.7 (51.3)                                                                                                   | 11.5 (52.7)                                                                                                   | 12.8 (55.0)                                                                                                   | 15.5 (59.9)                                                                                                   | 9.2 (48.6) |
| الهطول مم (إنش)                                                                                               | 205.7 (8.10)                                                                                                  | 158.9 (6.26)                                                                                                  | 126.5 (4.98)                                                                                                  | 92.5 (3.64)                                                                                                   | 53.7 (2.11)                                                                                                   | 46.5 (1.83)                                                                                                   | 54.9 (2.16)                                                                                                   | 22.3 (0.88)                                                                                                   | 31.6 (1.24)                                                                                                   | 27.5 (1.08)                                                                                                   | 39.3 (1.55)                                                                                                   | 89.6 (3.53)                                                                                                   | 949.0 (37.36)                                                                                                 |
| متوسط أيام هطول الأمطار (≥ 1.0 mm)                                                                            | 11.0 | 10.7 | 8.9 | 7.0 | 5.4 | 5.5 | 5.3 | 2.9 | 3.7 | 3.2 | 4.0 | 7.5 | 74.9 |
| المصدر: Météo France                                                                                          | | | | | | | | | | | | | |

### النقل
مطار بييرفون يقع على بعد 5.5 كيلومترات خارج البلدية. تم افتتاحه في عام 1999، وهو مطار صغير مخصص للحركة الجوية التجارية. يحمل رمز IATA ZSE.

## السكان
قالب:السكان التاريخيون

## أماكن الإقامة
لا توجد فنادق كبيرة في سان بيير. الراحة متوفرة فقط في منازل أصغر مثل القصور الكريولية المحولة والفيلات.

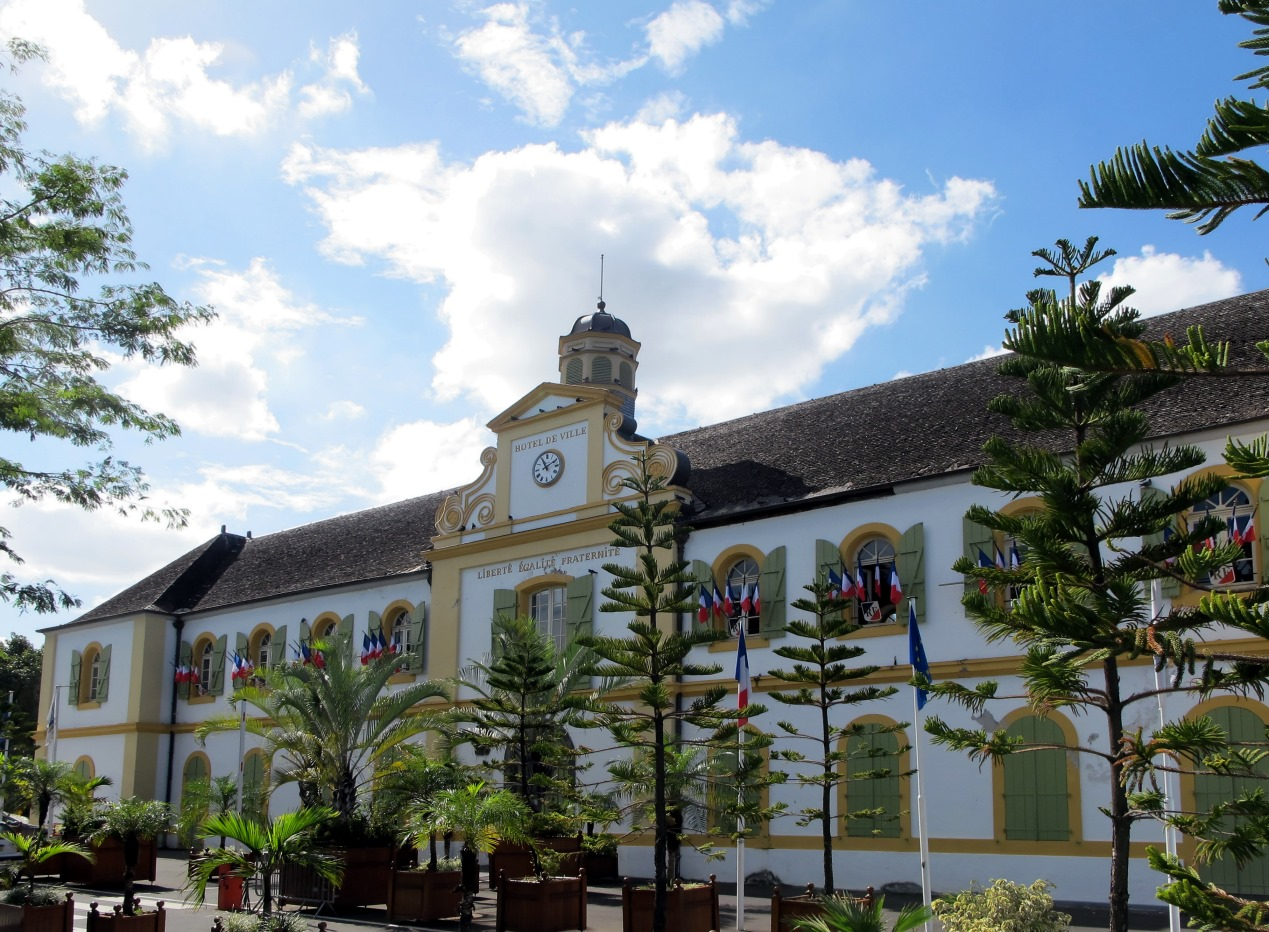
فندق المدينة
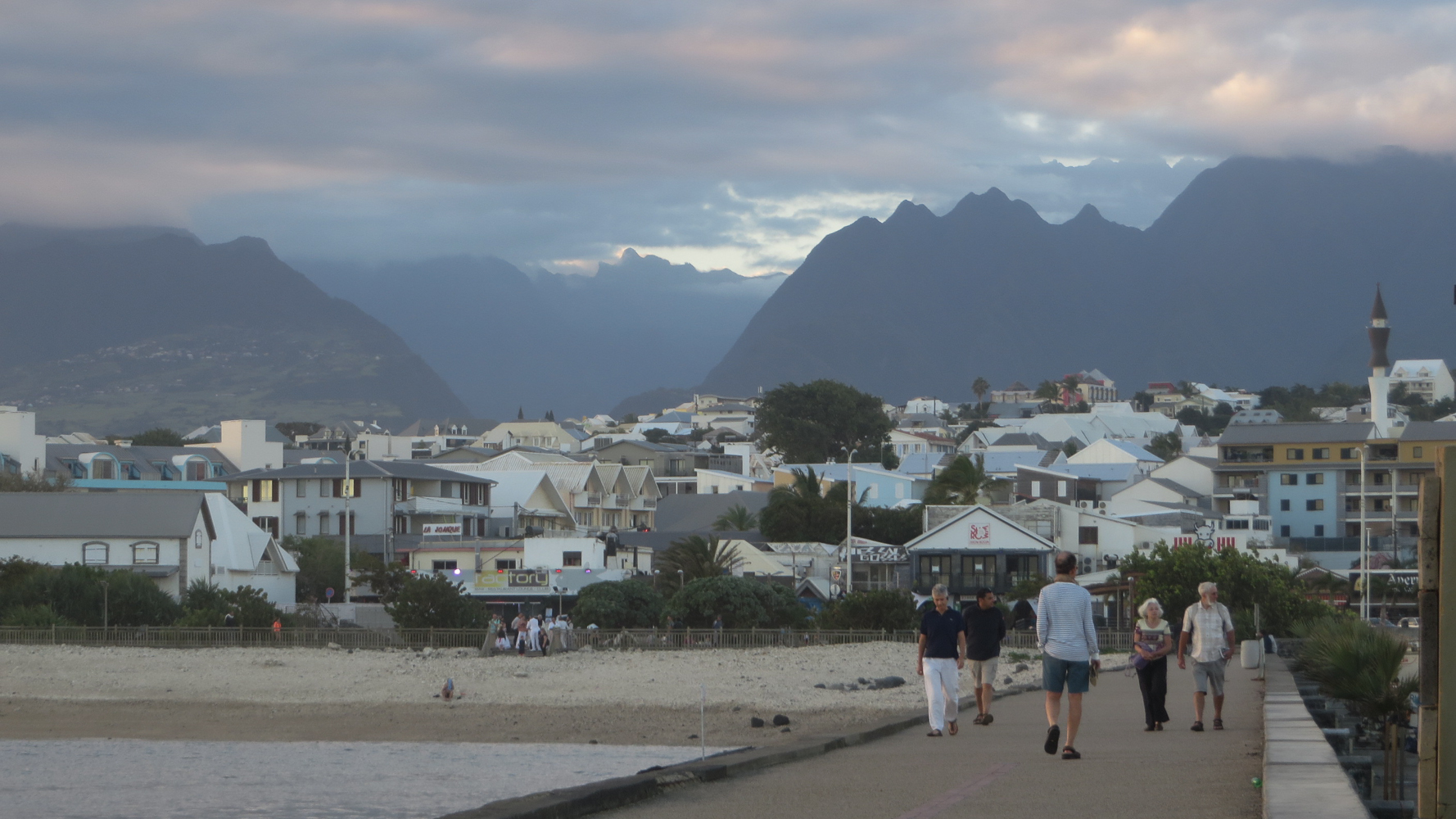
مدينة سان بيير
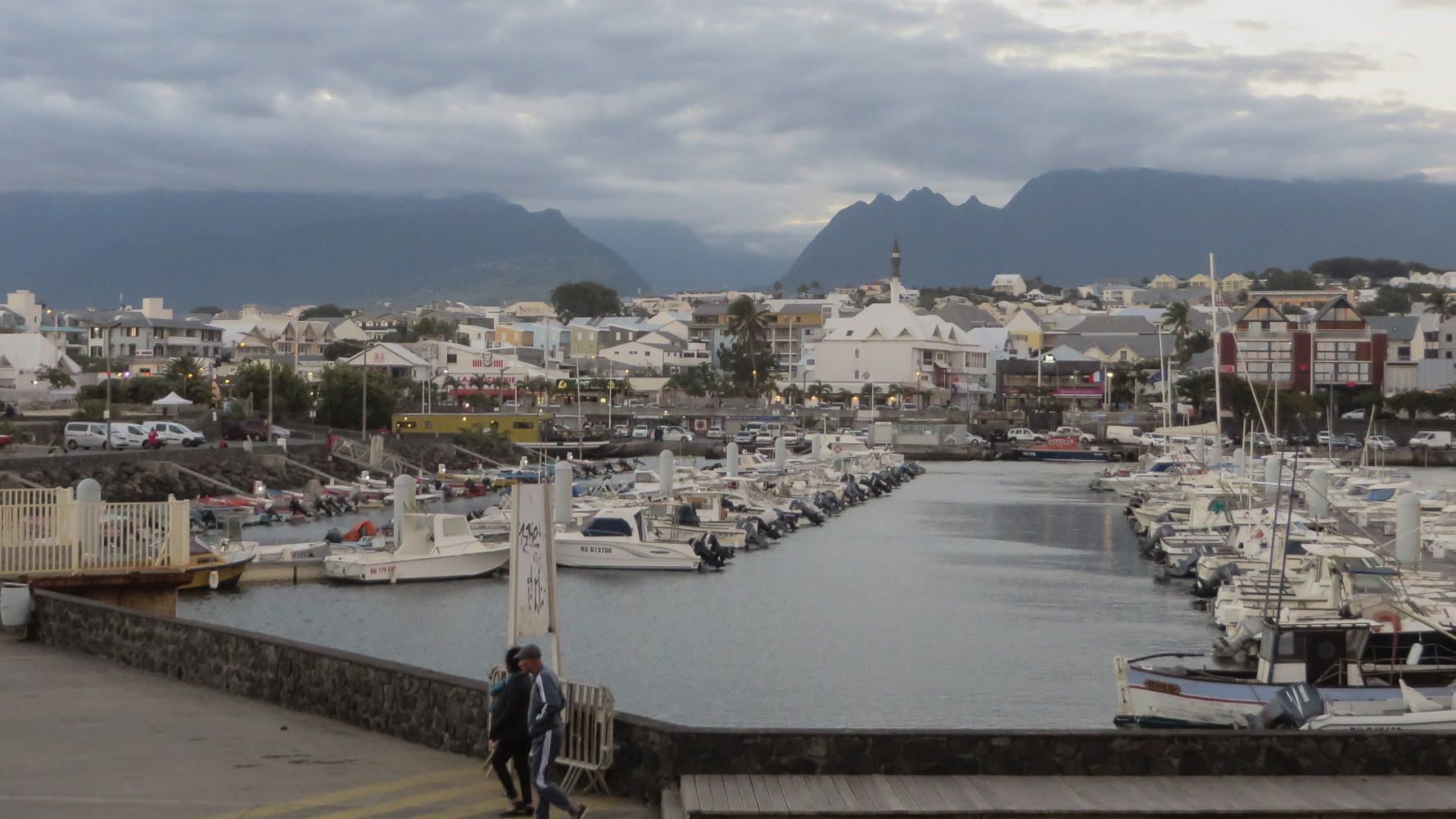
الميناء
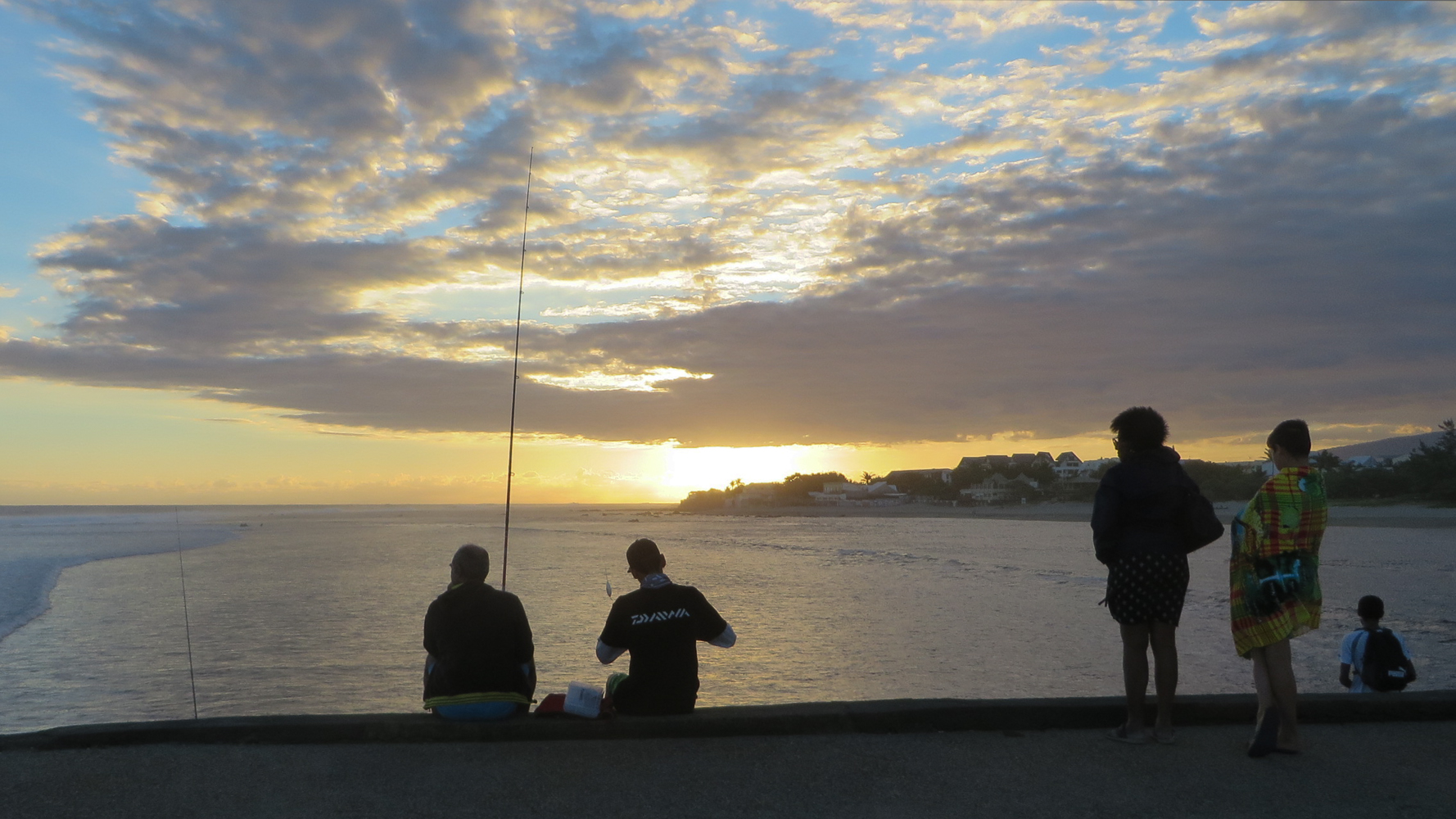
شاطئ في المساء
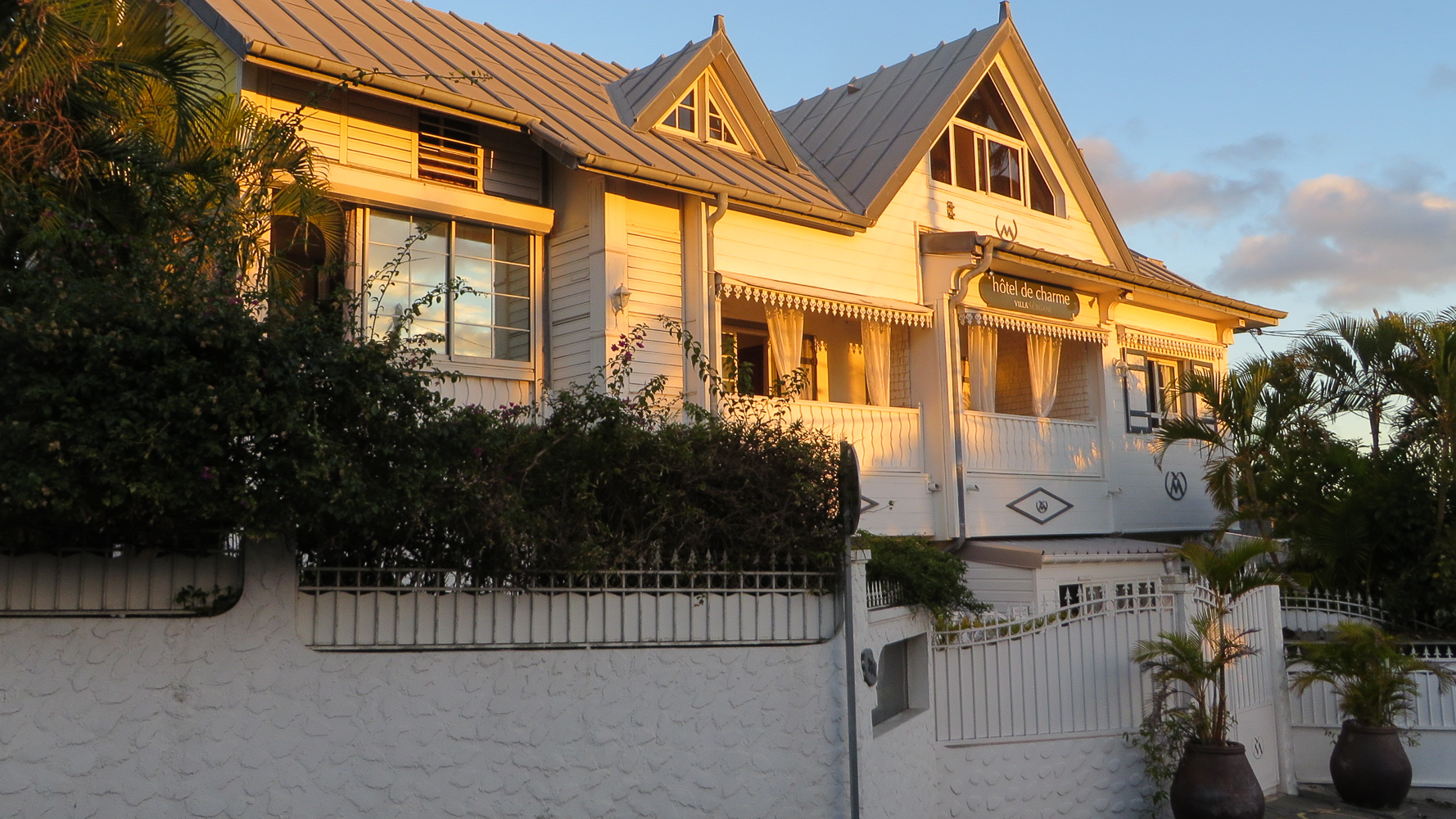
فندق فيلا مورغان
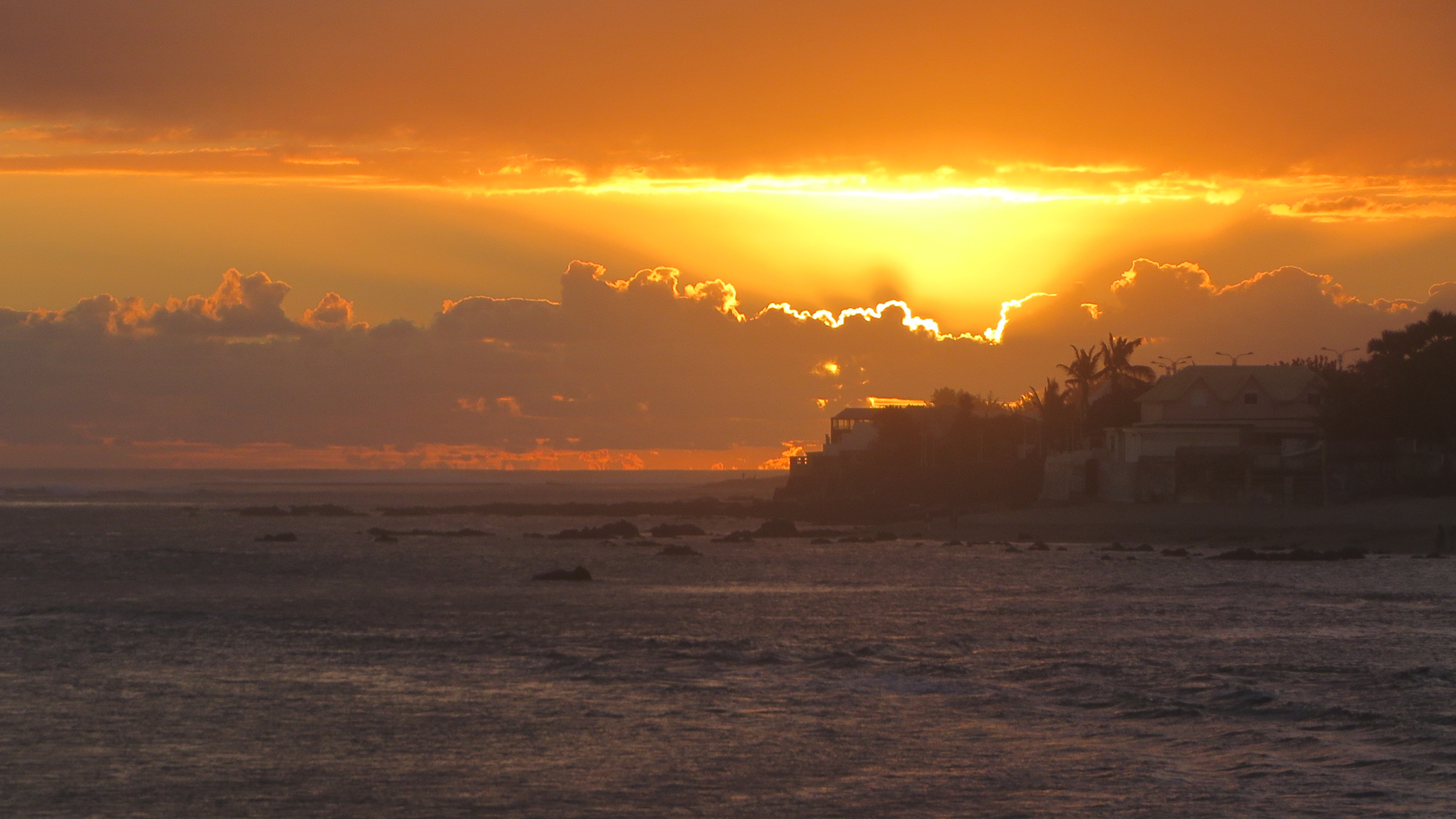
غروب الشمس

## المدن التوأم - الشقيقات
سان بيير هي مدينة توأم مع Beau-Bassin Rose-Hill، موريشيوس.

## شخصيات بارزة
```
 *
ديمتري باييه
```

- رافائيل بابيه

## روابط خارجية
- الموقع الرسمي لسان بيير باللغة الفرنسية